# Office of Public Works

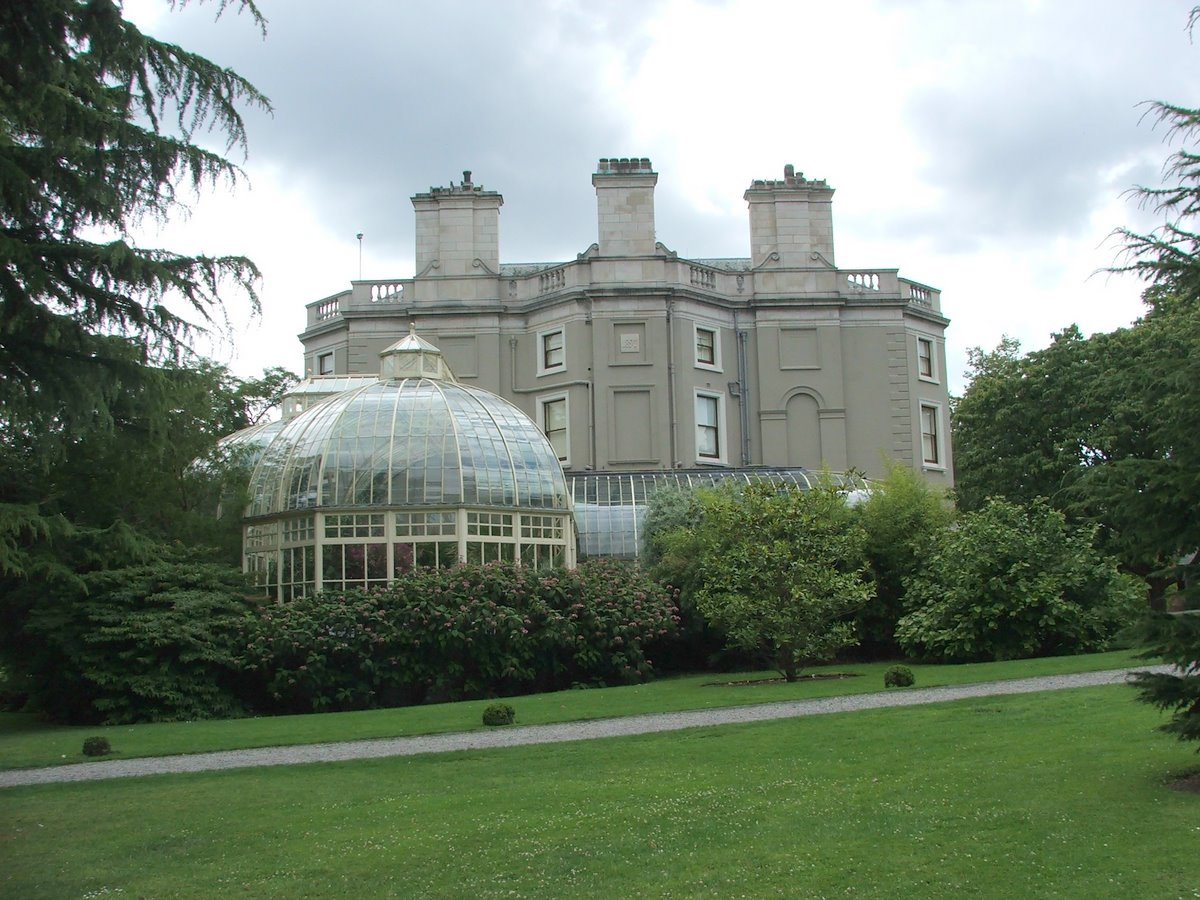
Farmleigh. Jeden z budynków zarządzany przez Office of Public Works (OPW)

Office of Public Works (OPW) (irl. Oifig na nOibreacha Poiblí) – rządowa agencja ochrony i konserwacji zabytków w Irlandii.

## Zadania
Zadaniem OPW jest konserwacja i ochrona zabytków Irlandii należących do rządu, a także zarządzanie wszystkimi innymi nieruchomościami, które są własnością państwa. OPW wydaje również liczne publikacje, zarówno własne, jak i na zlecenie rządu czy innych podległych mu organizacji.

## Historia
Agencja utworzona została 15 października 1831 r. pod nazwą Board of Works łącząc dotychczasowe biura: Office of the Surveyor-General for Ireland, the Barracks Board i Navigation Board.